# Ivan Belčić
Ivan Belčić (Babina Greda, 5. lipnja 1919. – 5. studenoga 1985.) hrvatski je slikar naive.

## Životopis
Rođen u Babinoj Gredi, odrastao u Novigradu Podravskom i Dugom Selu, a veći dio života proveo je u Švicarskoj. Diplomirao je agronomiju u Zagrebu, a doktorirao u Ljubljani. U Švicarsku odlazi 1966. sa suprugom Dolores rođenom Kovačević i kćerkom Dubravkom te uskoro iz Züricha seli u Basel gdje radi u poznatoj farmaceutskoj industriji F. Hoffman – La Roche. Usporedno sa svojim znanstvenim radom počinje slikati 1973. te uskoro pronalazi svoje mjesto u hrvatskoj naivi. 
Pripada načinu hlebinskih naivaca druge i treće generacije. Prikazuje seoske radove i običaje, godišnja doba i idilične krajolike (Kovač, 1977.; Kuća u snijegu, 1978.). U likovima životinja naglašava nadrealna i simbolička značenja (Mačka na klupi, 1979.).
Zbog svoje znanstvene karijere nosio je nadimak "doktor naive".
Član je EHO-a od 1978. a DNLUH-a od 1978.
Uz slikarstvo njegova preokupacija bila je skupljanje narodnih nošnji i poljoprivrednog oruđa i alata pod motom „da se ne zaboravi”.

### Izložbe
- 1973. Basel – galerija Münsterberg
- 1973. Pariz – Kulturni centar Republike Jugoslavije (Centre culturel de la Républiqe Yugoslavie)
- 1974. Basel – galerija Grand Passage
- 1974. Banja Luka
- 1975. Dubrovnik
- 1975. Dugo Selo
- 1976. Basel – Art 76
- 1976. Birsfelden – galerija Bären-Center
- 1977. Zürich – Jugoslawischer Verain
- 1977. Dubrovnik – Hotel President
- 1977. Pariz – galerija Mona Lisa
- 1978. Birsfelden – galerija Bären-Center
- 1978. Möhlin – galerija Halden
- 1978. Zagreb – galerija Mirko Virius
- 1978. Brugge – galerija Nada
- 1978. Basel – F. Hoffman – La Roche & Co.
- 1979. Zagreb – galerija "Mirko Virius"
- 1979. Zagreb – Veterinarski fakultet
- 1979. New York – galerija National Art Center
- 1980. Zagreb – Koncertna dvorana "V. Lisinski"
- 1980. Basel – Hotel Hilton
- 1980. Basel – Praxis Dr. T. Rippmann
- 1981. Reinfelden – Galerie Galine Lukas
- 1981. Basel – Katzenmuseum
- 1981. Niederuzwil – Galerie zum altn Bank
- 1982. Pfaffikon – Seedamm Center
- 1982. Zlatar – VII Sabor izvornih umjetnika Jugoslavije
- 1983. Zagreb – Sekcija kluba samoupravljaća
- 1983. Zürich – Jugobanka
- 1983. Zürich – Jugoslawischer Verein
- 1983. Basel – Praxis Dr. T. Rippmann
- 1984. Zürich – Galerie in Seebach
- 1984. Liebrut – Galerie "Kunst in Liebrut"
- 1984. Zürich – Galerie Commercio
- 1985. Basel – Praxis Dr. T. Rippmann
- 1985. Basel – Galerie W. Kung "Fischmarkt"

## Vanjske poveznice
- Ivan Belčić službena web stranica
- Ivan Belčić galerija slika